# Kingdom (manga)
Kingdom (キングダム Kingudamu?) är en mangaserie skriven och tecknad av Yasuhisa Hara. Mangan ges ut av Shueisha i magasinet Shūkan Yangu Janpu sedan januari 2006. Den skildrar en fiktiv handling om en general, Xin (på japanska Shin), och hans liv i de stridande staterna under Östra Zhoudynastin i Qin, Kina. Under juni 2012 till mars 2014 sändes en anime i två säsonger baserad på serien av studion Pierrot. En säsong tre började visas i april 2020.

## Utgivning
Kingdom är skapad av Yasuhisa Hara och ges ut veckovis av Shueisha i Shūkan Yangu Janpu sedan den 26 januari 2006. Den första tankōbon-volymen släpptes den 19 maj 2006. Från och med mars 2020 har det släppts 57 tankōbon-volymer. Serien väntas enligt Hara innehålla 100 volymer.

### Anime
En anime baserad på serien sändes från den 4 juni 2012 till den 1 mars 2014 under två säsonger på NHK BS Premium. Den animerades av Pierrot och innehöll sammanlagt 77 avsnitt. Funimation stod för den engelskspråkiga versionen.
En säsong tre utannonserades i november 2019 och animeringen gjordes av Studio Signpost. Det första avsnittet visades den 5 april 2020.

## Mottagande
Kingdom har blivit en försäljningsframgång med över 40 miljoner sålda exemplar. 2012 slog serien ett Guinness-rekord och året därefter belönades den med Osamu Tezukas Kulturpris.